# Snina
Snina (ungarisch Szinna) ist eine Stadt in der Ostslowakei.
Sie liegt am Zusammenfluss der Cirocha und dem kleinen Fluss Pčolinka in einem Tal zwischen den Ausläufern der Niederen Beskiden und dem Vihorlat.

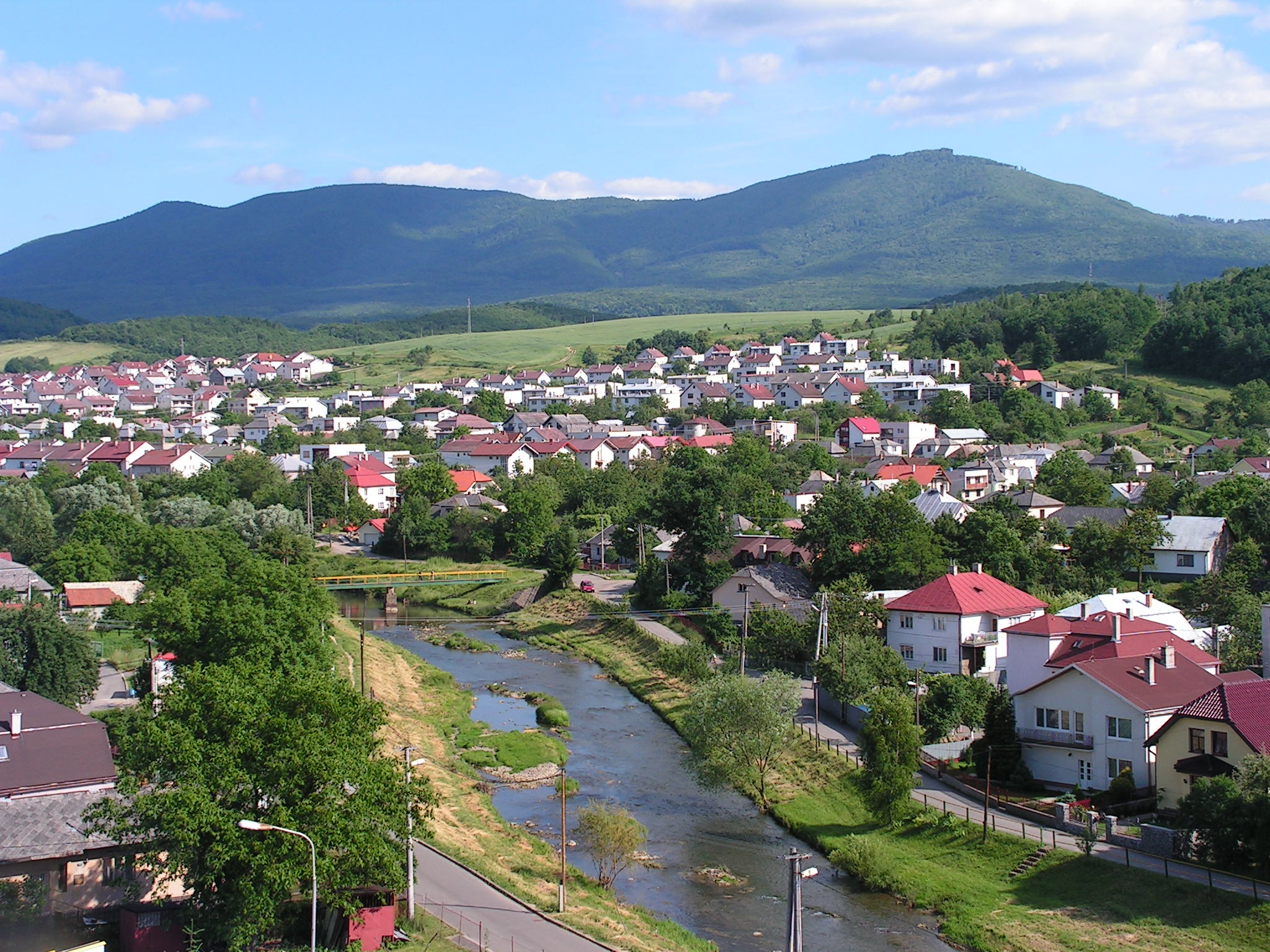
Panorama der Stadt

## Geschichte
Die Stadt wurde 1343 zum ersten Mal als Zynna schriftlich erwähnt (damals zur Herrschaft der Drugeths gehörend) und 1585 als oppidum ("Städtchen") in den Porta-Verzeichnissen ("porta" bezieht sich auf die Eingänge zu den Herrschaftshöfen oder Gebäuden der Leibeigenen. Die Zählung dieser Eingänge spielte in der alten ungarischen Steuererhebung eine Rolle) erwähnt.
1598 wurden bei einer ersten Gebäudezählung 75 Häuser in Snina gezählt. Zwischen 1570 und 1630 war der Ort Sitz einer Krajňa ("Krajňa" bezeichnete dabei eine Verwaltungseinheit mehrerer Ortschaften). Seit 1646 ist auch die ungarische Bezeichnung Szinna Varossa, später auch die lateinische Bezeichnung Civitas Szinna in den Archiven vermerkt. 1785 hatte der Ort dann schon 195 Häuser mit 1430 Einwohnern, 1910 schließlich 2946 Einwohner mehrheitlich slowakischer Abstammung. 1882 wird der südlich gelegene Ort, der damals noch Jozefova Dolina hieß, eingemeindet, der sich daraus entwickelnde Ort Zemplínske Hámre wird 1957 zu einer eigenständigen Gemeinde.
Von 1909 bis 1912 wird die Stadt auch durch die Linie Humenné – Snina – Stakčín an das Eisenbahnnetz angeschlossen, im gleichen Jahr wird auch ein Holzsägewerk im Ort eröffnet, das 140 Arbeiter beschäftigt. Während des Ersten Weltkrieges wird die Stadt von 1914 bis 1915 von russischen Truppen besetzt, nach dem Krieg folgt ein allgemeiner Niedergang des Ortes, da viele Einwohner wegziehen. 1926 kommt es zu einer verheerenden Überschwemmung, bei der fast der gesamte Ort überschwemmt wird, 1932 wird vom Slowakischen Roten Kreuz eine Mütter- und Kinderberatungsstelle eingerichtet und 1935 wird schließlich eine 35 Meter lange Brücke über die Cirocha erbaut, bei der erstmals in der Slowakei eine Vierendeelträgerkonstruktion angewendet wird.
Nach dem Zweiten Weltkrieg kommt es in der Stadt 1952 im Rahmen einer Industrieansiedlung zur Gründung des Maschinenbauunternehmens Vihorlat mit seinerzeit 340 Beschäftigten.

## Bevölkerung
| Jahr:                | 1994.  | 2004.   | 2014.   | 2024.    |
| -------------------- | ------ | ------- | ------- | -------- |
| Anzahl der Personen: | 20.603 | 21.328  | 20.294  | 17.879   |
| Unterschied:         |        | +3,51 % | -4,84 % | -11,90 % |

| Jahr:                | 2023.  | 2024.   |
| -------------------- | ------ | ------- |
| Anzahl der Personen: | 18.101 | 17.879  |
| Unterschied:         |        | -1,22 % |

## Sehenswürdigkeiten
- Klassizistisches Schloss, 1781 von Dernáth Teréz errichtet, beherbergt heute eine Galerie
- Barocke römisch-katholische Kirche von 1751, mehrmals umgebaut
- Herkulessäule von 1841 im Schlosspark
- Kapelle auf dem Friedhof von 1847
- Soldatendenkmal für die Gefallenen bei der Befreiung der Stadt im Zweiten Weltkrieg

## Stadtteile
- Sídlisko I
- Sídlisko II
- Bramhora
- Majer
- Tabla
- Brehy
- Daľkov
- Centrum
- Mier

## Persönlichkeiten
- Zuzana Šepeľová (* 1999), Volleyballspielerin